# لوگان اوبرایان
لوگان اوبرایان (انگلیسی: Logan O'Brien؛ زادهٔ ۲۱ ژانویهٔ ۱۹۹۲) یک هنرپیشه، و خواننده اهل ایالات متحده آمریکا است.